# Capellades (Costa Rica)
Capellades es el tercer distrito del Cantón de Alvarado, es un pueblo dedicado principalmente a la agricultura y ganadería, ubicada a 18 kilómetros al noroeste de la ciudad de Turrialba y 24 kilómetros al noreste de la Ciudad de Cartago, de Costa Rica.
El nombre de Capellades le viene a este pueblo del religioso capuchino Fray Bernardino de Capellades, nacido en Capellades, población no muy distante de Barcelona, España

## Historia
Nuestro distrito tiene sus orígenes durante la segunda mitad de siglo XIX.
Por el año 1872, comienza a fundarse el llamado caserío de Las Canoas entre los primeros en llegar estaban los hermanos Rodríguez: don Guillermo y don José con sus respectivas familias, don Ramón Jiménez y su familia y otros más.
Nace la preocupación entre las pocas familias que ya existían en levantar una ermita, alientan al movimiento de los RR.PP. Capuchinos, preferentemente Fray Bernardino de Capellades, quien fuese el cura del vecino poblado de Juan Viñas y fundador junto con los habitantes de la zona de la ermita de Santa Teresa, una cruz dejada en recuerdo dice 30 de mayo de 1887, se reconoce en el apoyo de esta construcción a los vecinos liderados por don Guillermo Rodríguez Aguilar. 
En 1885, otro caserío al oeste de Las Canoas, distante unos dos kilómetros comienza a formarse, llegando entre los primeros don Pedro Hidalgo Solano, procedente de Juan Viñas, llegó con su señora y sus 5 primeros hijos. Se instaló don Pedro en terrenos comprados a don Félix Mata Valle, por ese entonces unos llamaban a esos lugares El Escobal, El Escobillal o Peor es nada.
En 1886, don Pedro Hidalgo Solano y los primeros vecinos contemplan la necesidad de una escuela. Al pasar el tiempo, los dos pequeños núcleos de población en el llamado progreso local se fundieron en un solo poblado que tomó el nombre del primero, el cual se derivó de la abundante agua existente, ya había población suficiente se levantó el censo escolar, se solicitó al gobierno el envío de 2 maestros, ojalá un matrimonio.
El gobierno atendió la solicitud y se creó el distrito escolar por acuerdo número IV del 26 de enero de 1888. Firmaron el presidente de la República Lic. Bernardo Soto Alfaro (1854-1931), y su Ministro de Educación, el Lic. Mauro Fernández Acuña (1843-1905). La fundación del nuevo distrito escolar hizo desaparecer los antiguos nombres y desde entonces se llamaría CAPELLADES.
En 1888, don Pedro Hidalgo Solano encabeza el movimiento para la construcción de la nueva escuela con casa para los maestros, el mismo don Pedro obsequió las maderas y con modestas contribuciones de los vecinos se logró levantar el edificio destinado para la escuela que quedó terminado y listo en 1891. El aula del oeste era para los varones, la del costado este para las niñas y un pequeño caidizo en el norte servía de habitación a los maestros. Deberían concurrir los niños y niñas de ambos sectores.
En marzo de 1892, según el relato histórico de Monseñor Alfredo Hidalgo Solano hubo grande alegría en el corazón de aquellos honrados vecinos, el día del estreno de la escuela, que fue precisamente el día que llegaron los maestros que habían de regentarla, eran los esposos: don Ramón Mata Salas y doña Encarnación Gamboa Piedra.
En 1893, se inicia el movimiento para la construcción del templo del Sagrado Corazón de Jesús. La ermita de Santa Teresa quedaba distante y había malos caminos, además la población se había extendido más hacia el oeste. La construcción del templo estuvo liderada por don Pedro Hidalgo Solano con el apoyo de don Ramón Mata Salas, doña Encarnación Gamboa Piedra y de los vecinos. 
Acá cabe la aclaración a lo erróneamente interpretado en el relato histórico de Monseñor Alfredo Hidalgo, cuando señala que “en esta localidad la escuela se adelantó al templo”, debido a que, por la fusión anteriormente descrita, según los escritos de don Jesús Mata Gamboa, el primer templo del distrito se fundó en 1887 y fue dedicado a Santa Teresa de Ávila, luego la escuela de Capellades y tercero la construcción del templo dedicado al Sagrado Corazón de Jesús. 
En 1898, en visita pastoral el señor Obispo Monseñor Thiel dio solemne bendición al nuevo templo dedicado al Sagrado Corazón de Jesús, ese día se estrenaron las campanas obsequiadas por don Manuel Cervantes.
En ese mismo año el presidente de la República don Rafael Yglesias Castro, visitó Capellades, se realizó un espléndido agasajo en la Escuela. La mayoría de los vecinos fue a recibirlo a Cervantes. Don Rafael obsequió 200 colones para los trabajos de la iglesia.
El 25 de septiembre de 1901, falleció doña Encarnación Gamboa Piedra, a la edad de 33 años en el servicio de sus funciones. Su cadáver se veló en la misma escuela y en la misma aula que ella ocupó. El pueblo sintió bastante en su muerte y se hizo presente todo el tiempo solemne funerales y procesión fúnebre al camposanto donde quedó sepultada por instancias de ella misma.
El 30 de agosto de 1937, en el gobierno del Presidente León Cortes Castro, se bautiza por solicitud de la Junta de Educación a la Escuela de Capellades, con el nombre de Encarnación Gamboa Piedra, en reconocimiento a los buenos servicios prestados por esta distinguida señora en beneficio de los intereses escolares y materiales de distrito citado, y encontrándose la instancia referida de acuerdo con los requisitos exigidos.
El 30 de mayo de 1962, se reunió el pueblo para conmemorar el 75 aniversario de la fundación de Capellades, con una misa celebrada por el hijo del pueblo presbítero don Julio Rodríguez Ulloa y luego un agasajo en el salón de la escuela a los invitados.
El 26 de septiembre de 1966, se realizó un homenaje a la memoria de doña Encarnación Gamboa Piedra, con una eucaristía presidida por el vicario de Alajuela, Pbro. Clodoveo Hidalgo Solano.
El 8 de julio de 1967, se inauguró la Escuela de Santa Teresa, hizo entrega del edificio el ministro de Educación, Lic. Guillermo Malavassi Vargas, anteriormente, desde 1962 las clases se impartían de manera oficial en la casa de Guillermo Rodríguez Aguilar. 
El crecimiento de la población trajo como consecuencia la división escolar en dos zonas, pero en lo civil siguen formando un solo distrito.
El 4 de diciembre de 1983, se realizó la consagración del altar y dedicación del actual templo de Capellades.
El 30 de mayo de 1987, se celebró el centenario de fundación de Capellades con visitas de personas de ÇAPELLADES (Cataluña). En esta celebración festejo a lo grande y se colocaron las placas conmemorativas al hermanamiento, ubicadas: en el frontispicio del templo de la parroquia San Vicente de Paúl, Capellades de Cartago, Costa Rica y en el parque La Bassa, Capellades de Catalunya, España.
El 26 de septiembre de 1999, se realiza la consagración del altar y dedicación del templo parroquial bajo el patronazgo de San Vicente de Paúl, con las filiales de Santa Teresa, Coliblanco, Lourdes y Buena Vista. 
El 30 de noviembre del 2016, a las 6:25 p. m. ocurre el sismo de Capellades, el cual se originó en Coliblanco entre los volcanes activos Irazú y Turrialba, a una profundidad bastante somera (2,7 km). 
Se reportaron daños en casas en la zona cercana al epicentro, así como la caída de objetos y deslizamientos en las carreteras hacia: Santa Cruz de Turrialba, Alvarado, Jiménez y Oreamuno, se identificaron alrededor de 40 deslizamientos a causa del sismo, los más importantes estuvieron restringidos a un área de 35 km² alrededor del epicentro. Además, varios poblados sufrieron la interrupción de electricidad y agua potable por varias horas.
A pesar de que en esta ocasión los daños no fueron severos y no hubo pérdidas humanas ni heridos graves, este sismo es un ejemplo más de una lista de terremotos originados en las fallas del arco volcánico que enfatiza la importancia del estudio de las fallas activas en este sector del país para la evaluación apropiada de la amenaza sísmica.
Capellades, según palabras de don Jesús Mata Gamboa “pueblo humilde, de vida morigerada, de fiel sumisión a las enseñanzas del evangelio”, sigue siendo así un distrito de personas trabajadoras que fomentan la solidaridad, la colaboración y el progreso. A lo largo de la historia a los habitantes del Distrito de Capellades se les ha sido reconocido por el siguiente sobrenombre: Guarizo/ Guariza.

## Ubicación
El distrito de Capellades limita al oeste con los distritos de Santa Rosa y Pacayas de Alvarado, con el de Santa Cruz de Turrialba al norte y al este, con Juan Viñas de Jiménez y Santa Rosa de Turrialba al este; y con Cervantes y Santiago al sur. 

## Geografía
Capellades cuenta con un área de 34,39 km² y una altitud media de 1653 m s. n. m.
En el aspecto hidrográfico, históricamente en el centro de la población, se ubicaba la “La pila de ñor primo”, un ojo de agua que estaba cerca de la casa de habitación de don Primo Ulloa, fuente de agua limpia, pura y clara. También, otra fuente famosa está cerca de la casa de don José Rodríguez, agua purísima nacida a pocos metros de la calle.
Se debe destacar que en el Distrito de Capellades a través de la canalización de las aguas de los ríos: Birrís, Ortiga, Maravilla, Lajas, Turrialba, se encauza las mismas hacia el Embalse de la JASEC, ubicado en el barrio La Enseñanza.
Por tanto, el distrito de Capellades contribuye en gran parte a la generación de la electricidad que consume la provincia de Cartago.

## Demografía
Para el año 2022, Capellades cuenta con una población estimada de 2604 habitantes, y para el último censo efectuado, en 2011, Capellades contaba con una población de 2454 habitantes.. Es el distrito con la menor cantidad de población del Cantón de Alvarado.

## Localidades
- Poblados: Capellades (Centro), Santa Teresa, Bajos de Abarca, Coliblanco, Buena Vista (parte) Callejón también conocido como Lourdes (parte). Barrios: El Centro, Cantarranas, La Enseñanza, El Tronco, La Plaza..

## Transporte

### Carreteras
Al distrito lo atraviesan las siguientes rutas nacionales de carretera:
- Ruta nacional 10
- Ruta nacional 230
- Ruta nacional 417

## Cultura
•	Fiestas en honor a San Isidro Labrador
•	Festival Folclórico El Labrador
•	Festival Navideño

### Ciudades hermanas
- Capellades, municipio en la provincia de Barcelona, comunidad autónoma de Cataluña, España.